# Plan comptable (OHADA)
Le plan comptable (OHADA) (Organisation pour l'Harmonisation en Afrique du Droit des Affaires) est un référentiel comptable créé par cette organisation, elle-même instituée par le traité du 17 octobre 1993, Port-Louis (île Maurice). Cette organisation regroupe 17 pays (les 14 pays de la Zone du franc CFA, plus les Comores et la Guinée Conakry) ainsi que la République démocratique du Congo, qui a ratifié le traité en 2012 et elle reste ouverte à tout État du continent africain.
Les travaux réalisés à la suite du Traité de l'OHADA comportent un important volet de "Droit comptable" destiné à favoriser l'harmonisation comptable ; ils ont servi de constante référence dans l'élaboration du SYSCOA (système comptable de l'Ouest africain). Le SYSCOA s'appuie sur l'Acte uniforme relatif au Droit comptable prévu dans le Traité de l'OHADA. Le plan comptable lui-même a été adopté en deux étapes. Le référentiel a d’abord été adopté le 1er janvier 1998 par les 8 pays membres de l'Union économique et monétaire ouest-africaine, puis a été étendu à tous les pays signataires du traité de l’OHADA à partir du 1er janvier 2002.
Le Règlement relatif au Droit comptable fait obligation de tenir une comptabilité aux entreprises soumises aux dispositions de l'Acte uniforme portant Droit commercial général, aux entreprises publiques, parapubliques, d'économie mixte, aux coopératives et, plus généralement, aux entités produisant des biens et des services marchands, dans la mesure où elles exercent, dans un but lucratif ou non, des activités économiques à titre principal ou accessoire qui se fondent sur des actes répétitifs.
Sont seuls exclus de son champ d'application les banques, les établissements financiers, les compagnies d'assurances, ainsi que les entreprises soumises aux règles de la comptabilité publique (art. 2 et 5).

L'ensemble des Actes uniformes adoptés et publiés par l'OHADA montre la maturité des pays membres. Le Code de la CIMA (Conférence interafricaine des marchés d'assurance) complète le droit des affaires dans le secteur des assurances et le SYSCOA dans celui de la comptabilité.
Voici le plan comptable du SYSCOA entré en application dans l'UEMOA depuis le 1er janvier 1998 :
Les classes 1 à 5 se rapportent aux comptes de bilan :

## Comptes de bilan

### Classe 1
Comptes de ressources durables (capitaux propres et dettes financières) :
10 Capital
101 Capital social
103 Capital personnel
104 Compte de l'exploitant
105 Primes liées aux capitaux propres
106 Écarts de réévaluation
109 Actionnaires, capital souscrit non appelé
11 Réserves
111 Réserve légale
112 Réserves statutaires ou contractuelles
113 Réserves réglementées
118 Autres réserves
1181 Réserves facultatives
12 Report à nouveau
121 Report à nouveau créditeur
129  Report à nouveau débiteur
13 Résultat net de l'exercice
130 Résultat en instance d'affectation
1301 Résultat en instance d'affectation: bénéfice
1309 Résultat en instance d'affectation: perte
131 Résultat net: bénéfice
132 Marge brute
133 Valeur ajoutée
134 Excédent brut d'exploitation
135 Résultat d'exploitation
136  Résultat financier
137 Résultat des activités ordinaires (RAO)
138 Résultat hors activités ordinaires (RHAO)
139 Résultat net: perte
14 Subventions d'investissement
141 Subventions d'équipement A
142 Subventions d'équipement B
15 Provisions réglementées et fonds assimilés
151000
152000
153000
154000
155000
157000
16 Emprunts et dettes assimilées
162000
166000
166200
19 Provisions financières pour risques et charges
191000
193000
194000
197000
198000
198800

### Classe 2
Comptes de l’actif immobilisé (charges immobilisées et immobilisations incorporelles, corporelles et financières) :
21 IMMOBILISATIONS INCORPORELLES
22 Terrains
23 BÂTIMENTS, INSTALLATIONS TECHNIQUES ET AGENCEMENTS
24 Matériels
25 AVANCES ET ACOMPTES VERSÉS SUR IMMOBILISATIONS
26 Titres de participation
27 AUTRES IMMOBILISATIONS FINANCIÈRES
28 Amortissements
29 PROVISIONS POUR DÉPRÉCIATION

### Classe 3
Comptes de stocks :
31 Marchandises OU stocks de marchandise
32 MATIÈRES PREMIÈRES ET FOURNITURES LIÉES
33 Autres approvisionnements
34 Produits en cours de finition
35 Services en cours
36 Produits finis
37 PRODUITS INTERMÉDIAIRES ET RÉSIDUELS
38 STOCKS EN COURS DE ROUTE, EN CONSIGNATION OU EN DÉPÔT
39 DÉPRÉCIATIONS DES STOCKS
AUTEUR «Ir alva le robert»

### Classe 4
Comptes de tiers (créances de l’actif circulant et dettes du passif circulant) :
40 Fournisseurs et comptes rattachés
41 Clients et comptes rattachés
42 Personnel
43 Organismes sociaux
44 État et collectivités publiques
45 Organismes internationaux
46 Associés et groupes
47 Débiteurs et créditeurs divers
48 CRÉANCES ET DETTES HORS ACTIVITÉS ORDINAIRES (H.A.O.)
49 DÉPRÉCIATIONS ET RISQUES PROVISIONNÉS (Tiers)

### Classe 5
Comptes de trésorerie (titres de placement, valeurs à encaisser, comptes bancaires et caisse) :
50 Titres de placement
51 Valeurs à encaisser
521 Banques
53 ÉTABLISSEMENTS FINANCIERS ET ASSIMILÉS
54 INSTRUMENTS DE TRÉSORERIE
56 BANQUES, CRÉDITS DE TRÉSORERIE ET D'ESCOMPTE
571 Caisse
58 RÉGIES D'AVANCES, ACCRÉDITIFS ET VIREMENTS INTERNES
59 DÉPRÉCIATIONS ET RISQUES PROVISIONNÉS

## Comptes de charges et de produits
Les composantes du résultat sont, d’une part, les classes 6 et 7 enregistrant les charges et les produits des activités ordinaires et, d’autre part, la classe 8 réservée aux comptes des autres charges et des autres produits.

### Classe 6
Comptes de charges des activités ordinaires (charges d’exploitation et charges financières) :
60 ACHATS ET VARIATIONS DE STOCKS
61 Transports
62 SERVICES EXTÉRIEURS A
63 SERVICES EXTÉRIEURS B
64 Impôts et taxes
65 AUTRES CHARGES
66 Charges de personnel
67 FRAIS FINANCIERS ET CHARGES ASSIMILÉES
68 DOTATIONS AUX AMORTISSEMENTS
69 DOTATIONS AUX PROVISIONS
69.5 dotations aux usines

### Classe 7
Comptes de produits des activités ordinaires (produits d’exploitation et produits financiers) :
70 Ventes
71 SUBVENTIONS D'EXPLOITATION
72 Production immobilisée
73 VARIATIONS DE STOCKS DE BIENS ET DE SERVICES PRODUITS
75 Autres produits
77 REVENUS FINANCIERS ET PRODUITS ASSIMILÉS
78 Transferts de charges
79 Reprises de provisions

### Classe 8
Comptes des autres charges et des autres produits (participations des travailleurs, subventions d’équilibre, etc.) :
81 VALEURS COMPTABLES DES CESSIONS D'IMMOBILISATIONS
82 PRODUITS DES CESSIONS D'IMMOBILISATIONS
83 CHARGES HORS ACTIVITÉS ORDINAIRES
84 PRODUITS HORS ACTIVITÉS ORDINAIRES
85 DOTATIONS HORS ACTIVITÉS ORDINAIRES
86 REPRISES HORS ACTIVITÉS ORDINAIRES
87 PARTICIPATION DES TRAVAILLEURS
88 SUBVENTIONS D'ÉQUILIBRE
89 IMPÔTS SUR LE RÉSULTAT
Les comptes de la classe 8 impaire sont des charges et les comptes de la classe 8 paire sont des produits

## Comptabilité analytique de gestion
La classe 9 a été réservée aux opérations de la comptabilité des engagements et à la comptabilité analytique de gestion.

### Comptabilité des engagements
00 Engagement reçu (exemple aval)
01 Engagement accordé (exemple aval)

### Comptabilité analytique de gestion
90 comptes réfléchis

### 91 comptes de reclassement
92 comptes de section
93 comptes de cout et prix de revient
94 Compte des magasins
95 Comptes de cession de commande
96 comptes des écarts sur cout préétablis
97 comptes de différence d'incorporation
98 Comptes de résultats
99 comptes de liaison inter unités

## Particularités comptables

### Crédit-bail
Le crédit-bail est retraité comme une acquisition d'immobilisation assortie d'un emprunt et comptabilisé comme telle conformément à la norme internationale AIS 17.